# Православний вісник (Православна церква України)
«Православний вісник Київського Патріархату» — журнал, офіційне друковане видання УПЦ КП (з 1992), наукове фахове видання України в галузі знань та зі спеціальності «Богослів’я» (з 2017 р.). ISSN 2311-4258.
Публікується турботами Видавничого відділу УПЦ КП. Головний редактор — Антон Олександрович Павленко.
Засновник: Київська патріархія Української Православної Церкви Київського Патріархату. 
Журнал виходить один раз на місяць — 12 раз на рік (в останню декаду кожного місяця). Передплатний індекс — 68475.

## Історія
Журнал «Православний вісник» почав виходити у 1946 році як часопис Львівської єпархії, спочатку мав назву «Єпархіальний вісник».
Після деякої перерви відновлений в 1968 році стараннями Екзарха України митрополита Київського і Галицького Філарета (нині Патріарха Київського і всієї Руси-України).
З 1992 року — офіційне періодичне видання Київської патріархії.
Із кінця 2012 року (у зв'язку з державною реєстрацією видання) назву змінено на «Православний вісник Київського Патріархату» (Свідоцтво про державну реєстрацію друкованого засобу масової інформації КВ № 22535-12435ПР від 28 лютого 2017 р.).

## Зміст
Видання складається з двох розділів:
- «Офіційна частина» (хроніка відправ Святішого Патріарха Філарета, офіційні документи, церковні новини, некрологи тощо);
- «Наукова частина» (наукові статті, що публікуються турботами Київської православної богословської академії. Цей розділ «Православного вісника Київського Патріархату» внесений до Переліку наукових фахових видань України (наказ Міністерства освіти й науки України від 13 березня 2017 року за № 374), в яких можуть публікуватися результати дисертаційних робіт на здобуття наукових ступенів доктора і кандидата наук зі спеціальності «Богослів’я» ).